# Olivier de Coëtivy
Pour les autres membres de la famille, voir Famille de Coëtivy.
Olivier de Coëtivy, comte de Taillebourg, seigneur de Royan et de Saujon, né en 1418 et mort en 1480, est un homme d'armes breton. Conseiller et chambellan de Charles VII de France, capitaine de Saintes et de Talmont, il exerce la charge de sénéchal de Guyenne.

## Biographie
Fils d'Alain III de Coëtivy et de Catherine du Chastel, il est le frère de Prigent VII de Coëtivy et d'Alain IV de Coëtivy, dit « le cardinal d'Avignon ».
Preuve de la confiance que lui marque le roi, en 1450 il devient le tuteur des trois filles de Charles VII et d'Agnès Sorel, Jeanne, Marie de France qui l'épousera et Charlotte de Valois.

### Le sénéchal de Guyenne
Après la conquête de l'Aquitaine par les armées du roi de France en 1451, Charles VII nomme Olivier de Coëtivy sénéchal de Guyenne, capitaine des villes et châteaux de Saintes et Talmont. Le 23 octobre 1452, Olivier de Coëtivy, trahi par Arnaud Bec, est capturé par Louis de Brutailhs et emmené en Angleterre après la reprise de Bordeaux par John Talbot, chargé de la reconquête par Henri VI d'Angleterre. Le montant de la rançon a été fixé par traité en date du 15 mai 1454 signé par John Talbot et Olivier de Coëtivy et le sénéchal de Guyenne est libéré dès le versement d'une partie de la rançon en janvier 1455, le solde devant être payé progressivement pendant les trois années suivantes, mais il n'aurait quitté l'Angleterre qu'en 1458 dans la semaine précédant son mariage.

« La rançon fut fixée à 6 000 nobles d'or (12 000 écus), une douzaine de pièces d'argenterie, du poids de 100 marcs, plus un coursier bon et souffisant. Il était aussi stipulé qu'un sauf-conduit pour deux navires, de trois cents tonneaux chacun, (…) lui serait délivré par le roi de France ; le tout probablement sans préjudice des frais de détention et d'entretien du prisonnier. »

Dès sa libération, il est rétabli par Charles VII dans ses fonctions de sénéchal de Guyenne. Pour aider au financement du solde de la rançon, Charles VII envoie au château de Taillebourg Jean de Foix, comte de Candalle, qui était au service des Anglais et avait lui-même été fait prisonnier par les Français lors de la bataille de Castillon le 17 juillet 1453 et dont la rançon est fixée à 23 850 écus ; ce dernier est libéré le 30 janvier 1460 et les clauses de sa libération comprennent un abandon complet des créances restant dues concernant la libération d'Olivier de Coëtivy.
Olivier de Coëtivy épouse le 27 décembre 1458 à Vendôme, Marie de Valois, dont il a été le tuteur, elle n'a que 14 ans. La lignée se poursuit avec :
- Charles-François (on rencontre souvent Charles seul), à son tour comte de Taillebourg, prince de Mortagne, prince de Gironde, baron de Coëtivy, etc., cousin germain de Charles VIII, x 1481 Jeanne de Valois-Orléans-Angoulême, fille de Jean et tante de François Ier : leur fille Louise de Coëtivy (cousine germaine de François Ier) épouse Charles de La Trémoïlle, d'où François de La Trémoille
- Alix de Coëtivy qui épouse Henri III de Penmarc'h en Léon ? (le site Racines&Histoire[2] place Alix une génération plus haut : sœur de Prégent VII et d'Olivier de Coëtivy)
- Gillette de Coëtivy, † 1510, x 1° Jacques d'Estouteville, † 1509, sire de Beynes et Blainville (fils de Robert VII ; postérité : Charlotte d'Estouteville, x Charles Ier de Luxembourg comte de Brienne, fils aîné d'Antoine de Luxembourg-Brienne qui suit, et de Françoise de Croÿ-Chimay), et 2° Antoine de Luxembourg-Ligny-St-Pol comte de Brienne
- Marie/Marguerite de Coëtivy qui épouse 1° Charles de Foug(i)ères (de la famille de Fougères à Poule, qui fut aussi vicomte d'Oingt), puis 2° François Ier de Pons prince de Mortagne et vicomte de Turenne en partie : Postérité des deux unions
- Catherine de Coëtivy (v. 1460-1529) épouse en 1478 Antoine de Chourses (alias Chaource(s), Sourches).

### La disgrâce
Le décès de Charles VII le 22 juillet 1461 entraîne la disgrâce d'Olivier de Coëtivy car le nouveau roi, Louis XI, qui « est animé d'une haine profonde contre tous ceux qui avaient servi son père », destitue Olivier de Coëtivy de son poste de sénéchal de Guyenne, lui enlève sa compagnie de cinquante lances, l'oblige à se dessaisir des dettes reconnues par Jean de Foix-Candalle (18 000 écus restaient à payer) et le dépouille des seigneuries données en dot à sa femme Marie de Valois. Louis XI contraint aussi Olivier de Coëtivy à abandonner en 1463 les créances restant à payer de la rançon de Jean de Foix, comte de Candalle. Le roi lui confie, le 22 décembre 1467, les restauration et fortification d'un de ses châteaux. Cependant, ce n'est que par des lettres patentes du 27 février 1478, quinze ans plus tard donc, que Louis XI donne à Olivier de Coëtivy la terre et seigneurie de Rochefort-sur-Charente que ses héritiers conserveront ensuite pendant plus d'un siècle.
Tous ces évènements sont longuement décrits dans un acte rédigé en langue gasconne par le notaire Jean Bodet et repris en grande partie dans un ouvrage de l'abbé Baurein intitulé Les Variétés bordeloises.

## Le livre d'heures d'Olivier de Coëtivy et Marie de Valois: leMaître de Coëtivy
Un peintre et enlumineur français, actif pendant la seconde moitié du XVe siècle entre 1450 et 1475 a été surnommé le « Maître de Coëtivy » car il a peint en particulier le livre d'heures d'Olivier de Coëtivy et de son épouse Marie de Valois (aujourd'hui conservé à la Bibliothèque nationale autrichienne, cod.1929). Il est depuis généralement identifié à Colin d'Amiens. Cet artiste est aussi connu pour des manuscrits enluminés (une trentaine) mais aussi cartons pour des vitraux, des tentures, et un panneau.

### Sources et bibliographie
- Georges Minois, Charles VII : un roi shakespearien, Paris, Perrin, 2005, 850 p. (ISBN 2-262-02127-9, présentation en ligne).